# Александрово (Можгинське сільське поселення)
Алекса́ндрово (рос. Александрово) — присілок в Можгинському районі Удмуртії, Росія.
Урбаноніми:
- вулиці — Пісочна, Садова
- проїзди — Александровський

## Населення
Населення — 132 особи (2010; 147 в 2002).
Національний склад станом на 2002 рік:
- удмурти — 52 %
- росіяни — 47 %